# کیزیلیرماک
کیزیلیرماک (به ترکی استانبولی: Kızılırmak) یک منطقهٔ مسکونی در ترکیه است که در استان چانقری واقع شده‌است.